# Anandamid
Anandamid (AEA) – organiczny związek chemiczny z grupy psychoaktywnych kannabinoidów występujący w organizmach żywych. Wchodzi w skład układu endokannabinoidowego. Jest neuroprzekaźnikiem wydzielającym się podczas snu i relaksu. Działa zarówno ośrodkowo jak i obwodowo. Anandamid jest alkaloidem kakaowca.
Związek ten sprzyja – w niskich stężeniach – podtrzymaniu ciąży, natomiast w wysokich powoduje poronienia – zaobserwowali badacze z USA. Do takich wniosków doszli naukowcy z zespołu Sudhansu Dey z Vanderbilt University Medical Center w Nashville, którzy prowadzili badania nad rolą anandamidu na proces zagnieżdżania (tzw. implantacji) zarodków mysich w macicy.
Anandamid oddziałuje też na receptory CB1 znajdujące się na komórkach zarodka. Naukowcy obserwowali już wcześniej, że jego produkcja rośnie w organizmie samic tuż przed implantacją zarodka i spada w czasie tego procesu. Nie potrafili jednak ocenić wpływu anandamidu na przebieg samej implantacji.
Okazało się, że w niskich stężeniach anandamid aktywuje enzym zwany kinazą i w ten sposób ułatwia implantację zarodka w macicy. Jednak już przy czterokrotnie wyższym stężeniu, zamiast aktywować ERK, anandamid blokuje procesy prowadzące do implantacji zarodka.
Badania opublikowane w 2003 roku wykazały, że u biegaczy i rowerzystów, którzy ćwiczyli z umiarkowaną intensywnością w długim okresie, następuje duży wzrost poziomu anandamidu. Skłania to badaczy do poglądu, że wydzielający się podczas wysiłku anandamid może wywoływać odurzenie kannabinoidowe i wystąpienie fenomenu euforii biegacza, objawiającego się poprawą nastroju oraz zwiększeniem wytrzymałości i odporności organizmu na ból. Stwierdzono również, że anandamid jest produkowany w ciele nie tylko w odpowiedzi na wysiłek fizyczny, ale również podczas technik „pracy z ciałem” (ang. bodywork) takich jak np. masaż.